# Brodiaea coronaria
Brodiaea coronaria är en sparrisväxtart som först beskrevs av Richard Anthony Salisbury, och fick sitt nu gällande namn av Jeps.. Brodiaea coronaria ingår i släktet Brodiaea och familjen sparrisväxter.

## Underarter
Arten delas in i följande underarter:
- B. c. coronaria
- B. c. rosea

## Bildgalleri

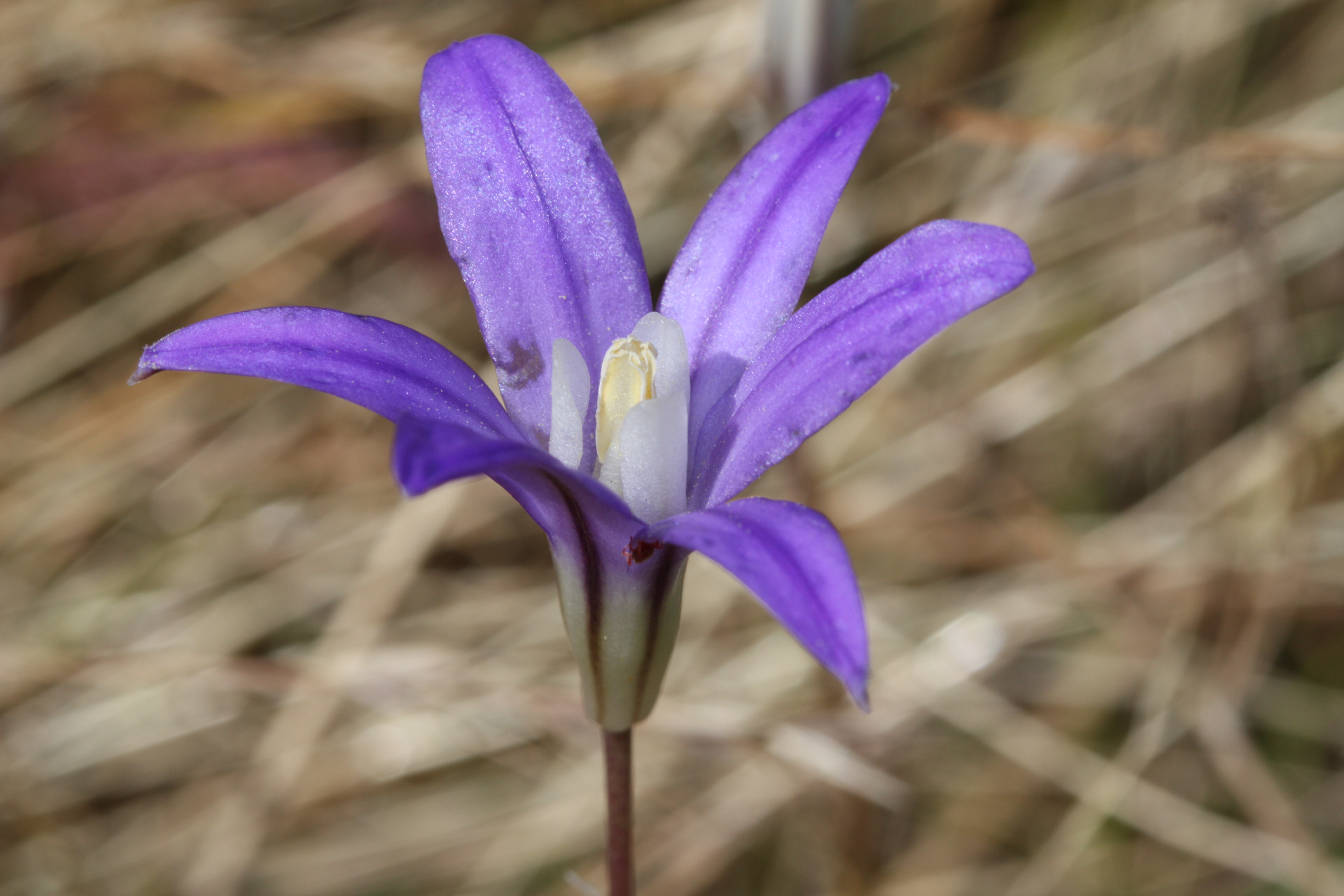
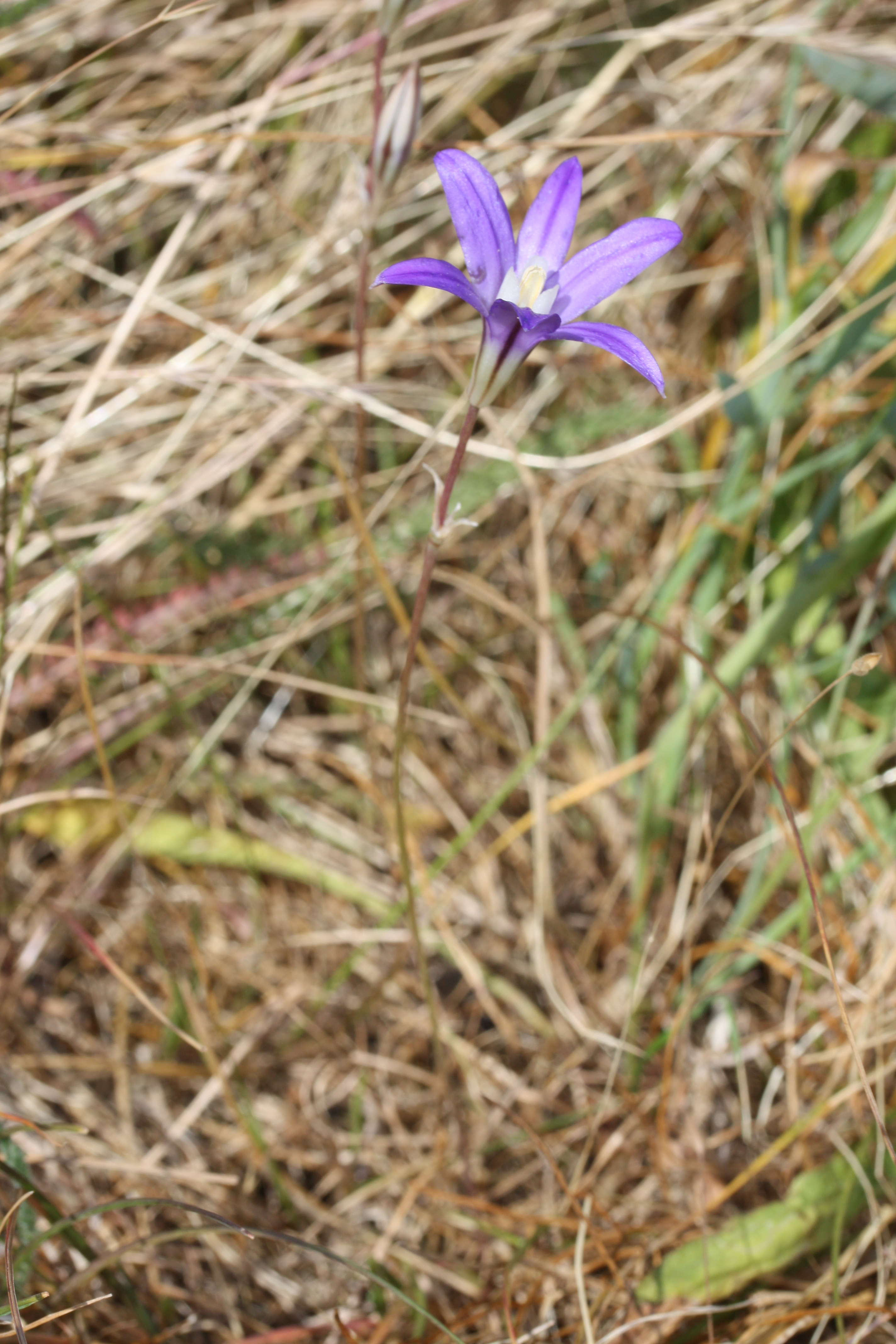
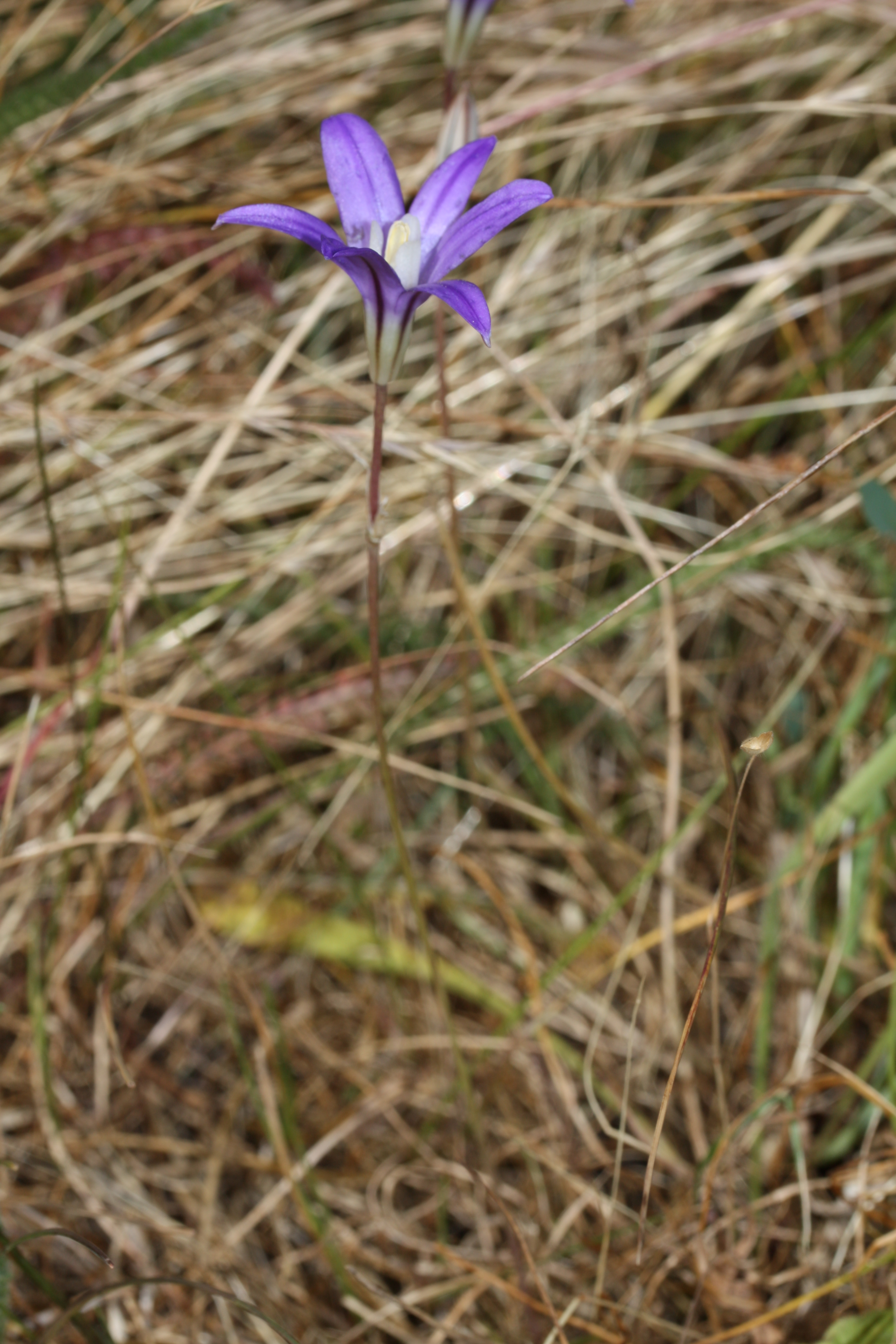
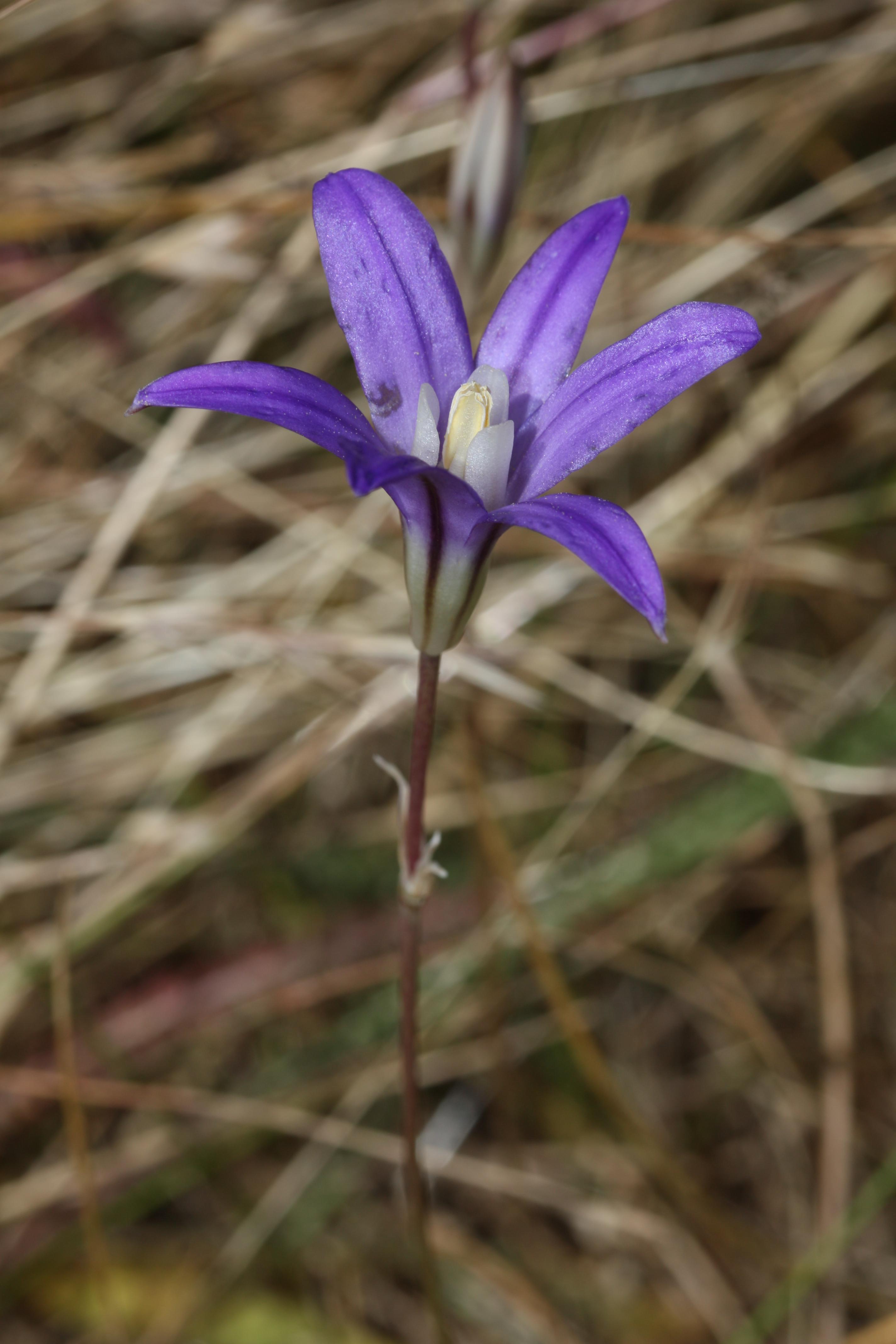
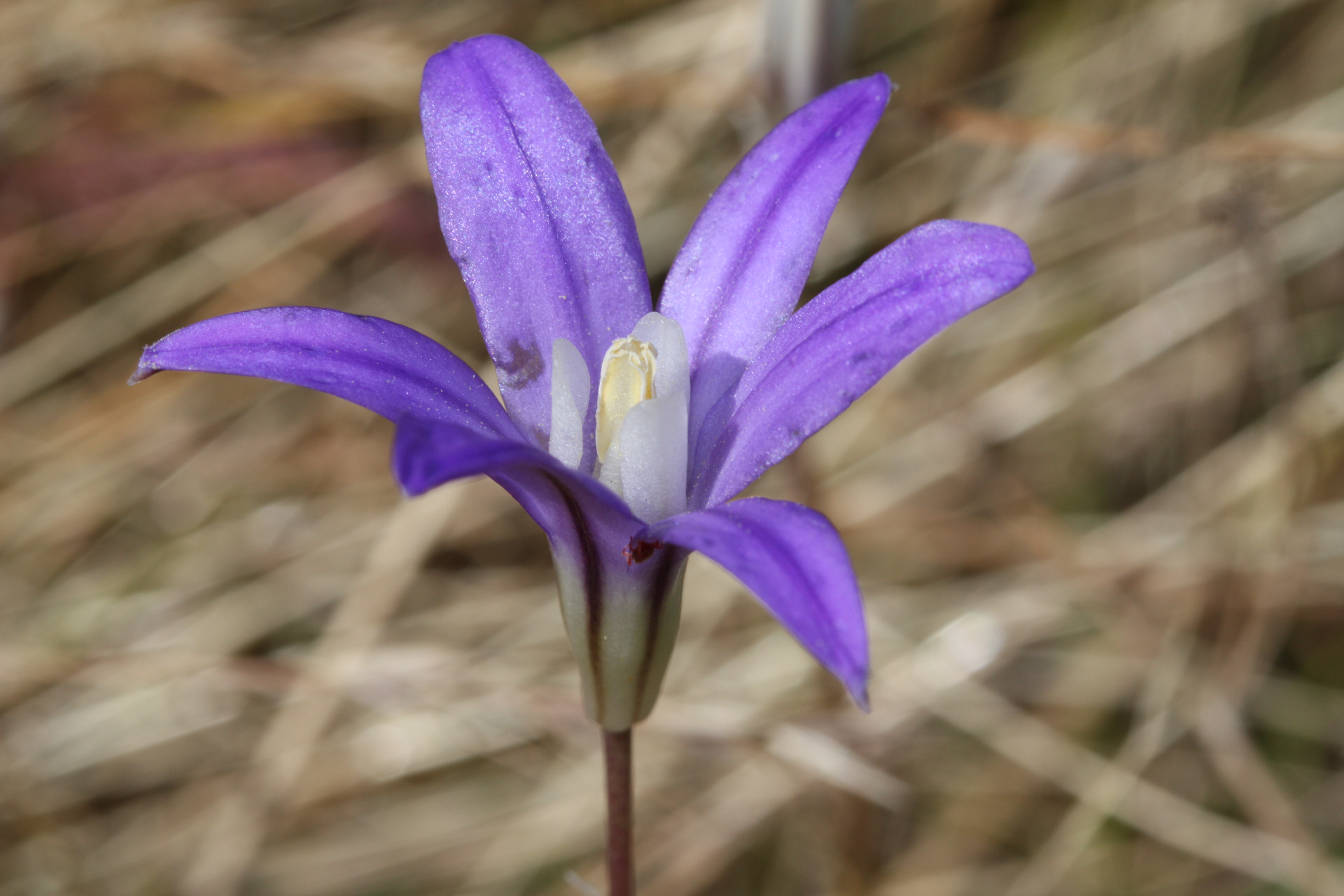
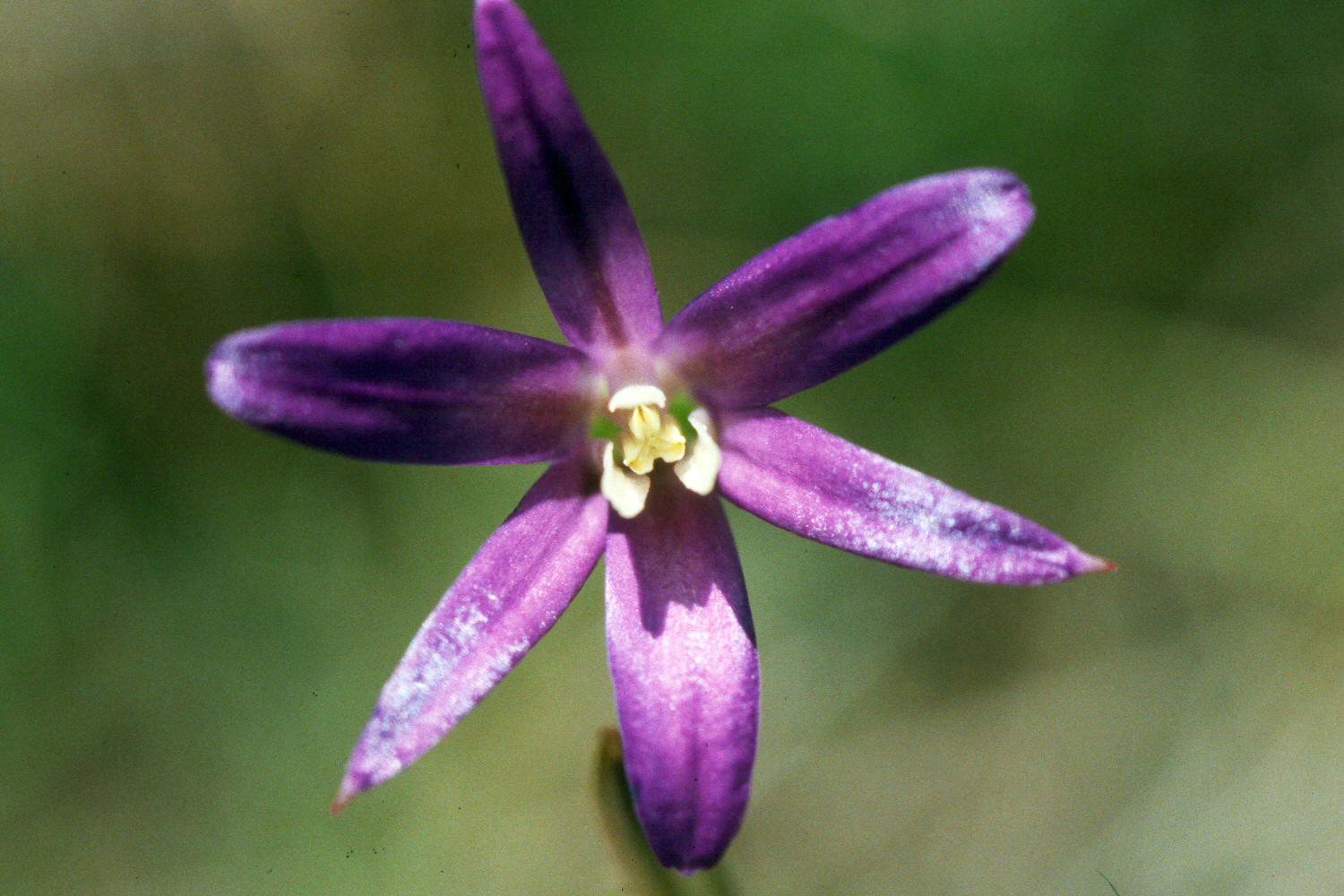